# România în perioada premodernă

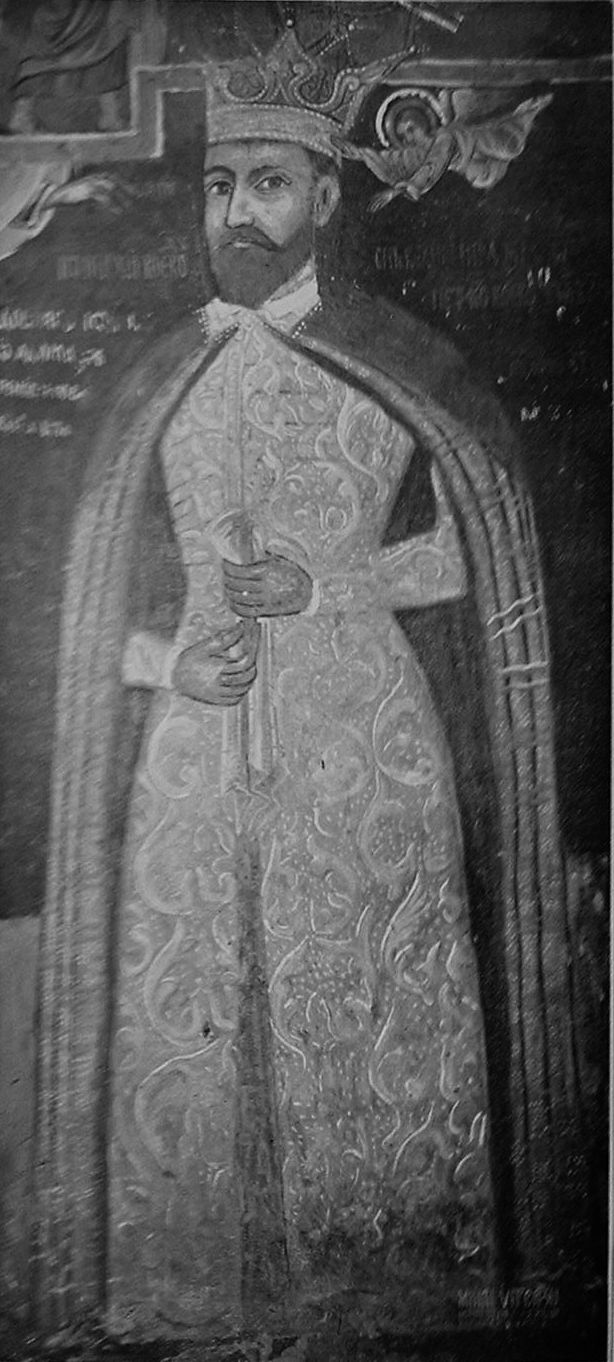
Mihai Viteazul - frescă de la Mănăstirea Căluiu

Perioada premodernă a reprezentat pentru spațiul românesc o perioadă caracterizată de abandonarea treptată a feudalismului și de creșterea influenței otomane asupra celor trei principate, Țara Românească, Moldova și nou-independenta Transilvania. În această perioadă instituțiile statle românești continuă să păstreze un nivel ridicat de independență față de suzeranitatea otomană. Sfatul domnesc capătă o mai mare autonomie, reprezentând interesele boierilor.